# Сергієво (Первомайський район)
Сергі́єво (рос. Сергеево) — село у складі Первомайського району Томської області, Росія. Адміністративний центр Сергієвського сільського поселення.

## Населення
Населення — 834 особи (2010; 902 у 2002).
Національний склад (станом на 2002 рік):
- росіяни — 88 %